# Selenops curazao
Selenops curazao – gatunek pająka z rodziny Selenopidae, zamieszkujący Antyle Holenderskie.

## Taksonomia
Gatunek opisał w 2001 roku Giraldo Alayón García na podstawie dwóch okazów z Curaçao, przechowywanych w harwardzkim Museum of Comparative Zoology: samca odłowionego w 1963 przez H. Campbella (holotyp) i samicy odłowionej przez Herberta i Lornę Levich w 1962 (paratyp).

## Opis

### Samiec
Karapaks ubarwiony brązowo-pomarańczowo, śniadniejszy po bokach i pośrodku, opatrzony białymi szczecinkami. Sternum tak szerokie jak długie, pomarańczowo-brązowe, nieco ciemniejsze wzdłuż brzegów. Szczękoczułki pomarańczowo-brązowe ze śniadymi podłużnymi liniami. Szczęki dłuższe niż szerokie, pomarańczowawe. Labium pomarańczowo-brązowe, dystalnie zokrąglone. Grzbiet odwłoka kremowy ze śniadymi plamkami i ciemnym wzorem położonym końcowo-bocznie. Strona brzuszna odwłoka kremowa. Odnóża pomarańczowo-brązowe ze słabym pierścieniowaniem, ciemniejszym po spodniej stronie. Przedni rząd oczu słabo odgięty ku tyłowi. Tylny rząd również ku tyłowi odgięty. Środkowe oczy tylne większe od środkowych przednich i takie same jak tylne boczne. Przednie oczy boczne najmniejsze. Przednie odnóża znacznie krótsze od pozostałych par. Scopulae obecne na stopach wszystkich odnóży oraz piętkach I i II pary. Łatwy do odróżnienia od innych gatunków rodzaju po kanciastym, trójkątnym w widoku brzusznym, cymbium, długiej, zakręconej szypułce konduktora i kształcie apofiz goleniowych nogogłaszczek. Holotyp o długości ciała 5,28 mm, w tym 2,83 mm karapaksu oraz 12,7 mm długości najdłuższych odnóży.

### Samica
Karapaks brązowo-żółty, jednolicie ciemno-brązowy z białymi szczecinkami w rejonie głowowym. Sternum tak szerokie jak długie, jasnożółte, ciemniejsze przy brzegach. Szczękoczułki pomarańczowo-brązowe. Szczęki jasnożółte, przyciemnione dystalnie. Labium śniadożółte, rozjaśnione dystalnie.  Grzbiet odwłoka kremowy ze śniadymi plamkami i ciemnym wzorem położonym końcowo-bocznie. Strona brzuszna odwłoka kremowa. Odnóża beżowe z pierścieniowaniem od ud po piętki. Stopy jednolicie beżowe. Przedni rząd oczu słabo odgięty ku tyłowi. Tylny rząd również ku tyłowi odgięty. Środkowe oczy tylne większe od środkowych przednich. Przednie oczy boczne najmniejsze. Tylne oczy boczne największe. Pazur nogogłaszczek z 7 ząbkami. Epigyne o płytce prawie trójkątnej, gwałtownie rozszerzonej ku tyłowi, bocznych płatkach niewyraźnych, z okrągławym polem środkowym okrążającym septum. Otwory genitalne położone boczno-dystalnie. Wewnętrzne narządy kopulacyjne duże, silnie zesklerotyzowane. Przewody nasienne duże, nieco zakręcone, prowadzące do zaokrąglonej spermateki.

## Biologia i ekologia
Kokon jajowy płaski, biały, dyskowaty, chroniony przez samicę. Jedna samica składa 30-40 jaj które lęgną się po około 2 tygodniach.
Przedstawiciele gatunku znajdywani są pod drewnem, kamieniami, kaktusami i innymi szczątkami, na, wewnątrz oraz w pobliżu budynków.

## Rozprzestrzenienie
Gatunek endemiczny dla Antyli Holenderskich. Znany wyłącznie z wysp Curaçao i Bonaire.